# Rana tagoi
Rana tagoi (tên tiếng Anh: Tago's Brown Frog) là một loài ếch trong họ Ranidae. Nó là loài đặc hữu của Nhật Bản.
Các môi trường sống tự nhiên của chúng là các khu rừng ẩm ướt đất thấp nhiệt đới hoặc cận nhiệt đới, rừng mây ẩm nhiệt đới và cận nhiệt đới, sông, và đầm nước ngọt.